# 圖加伊夫卡
49°43′7″N 35°37′11″E / 49.71861°N 35.61972°E
圖哈伊夫卡（烏克蘭語：Тугаївка）是位於烏克蘭東部的村莊，由哈爾科夫州博霍杜希夫區的瓦爾基市鎮負責管轄。該村始建於1890年，面積1.72平方公里，海拔高度172米，2001年人口17，人口密度每平方公里9.9人。